# Fermentación en estado sólido
La fermentación en medio sólido o también fermentación en estado sólido (denominada a veces en la literatura abreviadamente como SSF), se define como el crecimiento de microorganismos en medios sólidos, o semisólidos, en ausencia de agua libre. Esta técnica ha sido aplicada desde la antigüedad en la preparación de alimentos fermentados. Las fermentaciones de estas características son aquellas en las cuales el sustrato no está ni disuelto ni en suspensión en un gran volumen de agua. El objetivo del proceso es el aumento parcial del contenido proteico de los alimentos, mejorando además las posibilidades de conservación, cambiando las características físicas y químicas, el color, el olor o el sabor de los mismos.
Es la fermentación que ocurre en ausencia de agua libre; a tal fin, se selecciona un substrato natural o inerte como una alta porosidad, capacidad de absorber agua, proveer nutrientes y promover radica en el hecho de que permite el uso de substratos de muy bajo costo, tales como residuos agroindustriales. Esta tecnología presenta una escasa probabilidad de contaminación por bacterias o levaduras dada su reducida actividad de agua y ofrece condiciones similares al hábitat natural de los hongos. El diseño de los reactores es fácil y económico, aunque no es fácil de controlarla. 
Los hongos filamentosos son los mejor adaptados para crecer en substratos sólidos con bajo contenido de agua libre; además, tienen la capacidad de usar polisacáridos como fuentes de carbono para fraccionarlos en monosacáridos. Como condición, estos hongos deben tener la capacidad de acumular lípidos, bajo la forma de ácidos grasos, hasta valores superiores al 20% de su masa; algunos estudios señalan que la acumulación de lípidos se inicia tan pronto como la fuente de nitrógeno se agota. 

## Usos
Se emplea este proceso de fermentación desde muy antiguo en el Lejano Oriente, como por ejemplo en la preparación del kōji en China y en Japón (arroz cocido y fermentado) es la base de la elaboración del saké, del teiupeh habitual en la actualidad en Indonesia, el shoyu, el miso y el ontjom. Es frecuente el uso en la elaboración de aromas artificiales de alimentos,